# 1-аминоциклопропанкарбоновая кислота
1-Аминоциклопропанкарбоновая кислота — органическое вещество, непротеиногенная аминокислота, которая является промежуточным продуктом в биосинтезе растительного гормона этилена. Сама она образуется из метионина под действием ACC-синтазы и превращается в этилен под действием ACC-оксидазы.
В 2019 году Агентство по охране окружающей среды США выпустило уведомление о выдаче разрешения на экспериментальное использование 1-аминоциклопропанкарбоновой кислоты в качестве пестицида.
1-Аминоциклопропанкарбоновая кислота также является экзогенным частичным агонистом рецептора NMDA млекопитающего.